# 荒城川
荒城川（あらきがわ）は、神通川支流の一級河川。別名蕪川（かぶらがわ）とも称する。

## 地理
高山市丹生川町と奥飛騨温泉郷との稜線に源流を発し西に向かって流れ、五味原川、呂瀬川、漆谷川、宮谷川、十三墓岐川や桐谷川などを合流しながら飛騨市古川町の中心市街地で宮川（神通川）に注ぐ。
上流の渓谷のすぐ下流方向の五味原地区には、多目的ダムの丹生川ダムが設けられ、0.32km2のダム湖を形成している。また古川町市街地を流れる瀬戸川用水は荒城川から引かれている。

### 木地屋渓谷
丹生川ダムの上流には、川底が巨大で非常に滑らかな一枚岩で形成する渓流瀑が2kmほど続く「木地屋渓谷」があり、秘境としてハイキングを好む人に知られている。